# جورج سميث (لاعب كرة قدم مواليد 1996)
جورج سميث (بالإنجليزية: George Smith)‏ هو لاعب كرة قدم بريطاني في مركز الدفاع، ولد في 14 أغسطس 1996 في بارنسلي في المملكة المتحدة. لعب مع نادي بارنسلي ونادي برادفورد بارك أفنيو ونادي كرولي تاون.

## وصلات خارجية
- جورج سميث (لاعب كرة قدم مواليد 1996) على موقع قاعدة بيانات كرة القدم.إي يو (الإنجليزية)
- جورج سميث (لاعب كرة قدم مواليد 1996) على موقع Soccerbase.com (لاعب) (الإنجليزية)
- جورج سميث (لاعب كرة قدم مواليد 1996) على موقع Soccerway.com (الإنجليزية)